# بن تامپسون (بازیکن فوتبال)
بن تامپسون (انگلیسی: Ben Thompson؛ زادهٔ ۳ اکتبر ۱۹۹۵) بازیکن فوتبال اهل بریتانیا است.
از باشگاه‌هایی که در آن بازی کرده‌است می‌توان به باشگاه فوتبال میلوال اشاره کرد.